# Footbag

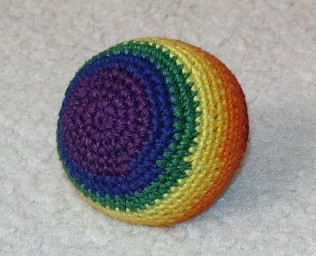
Footbag

En footbag är en liten bön- eller sandpåse som används som boll i flera sporter och spel. Oftast styr man den med  fötterna, men i vissa varianter kan andra delar av kroppen användas.
Footbagen har rötter från Asien och Nordamerika. Man känner till att vissa indianstammar i Amerika spelade spel som liknade dagens footbagspel, med en sandfylld boll av skinn.
Dagens footbag uppfanns i USA 1972 och är fortfarande mycket populär där.
Hacky Sack eller kicka i cirkel är ett av de vanligaste footbagspelen. Det är oftast det man tänker på när man talar om footbag. Spelarna står i en cirkel och kickar footbagen till varje spelare. Bollen skall hela tiden vara i luften. När man har spelat runt hela cirkeln är det "full hack". Man kan även fortsätta spela och den sista spelaren som rör bollen innan den faller i marken går ur spelet. 